# Uroleucon ambrosiae
Uroleucon ambrosiae är en insektsart som först beskrevs av Thomas 1878.  Uroleucon ambrosiae ingår i släktet Uroleucon och familjen långrörsbladlöss.

## Underarter
Arten delas in i följande underarter:
- U. a. lizerianum
- U. a. ambrosiae